# خفيانية
الخفيانية أو معرفة الأسرار هي محاولة معرفة الأسرار وخبايا الأمور. وغالبا «معرفة فوق الطبيعي» خلافا للعادة وهي «معرفة الملحوظ أو المرئي» المستخدمة في العلوم.
يستخدم مصطلح خفيانية أيضا لبيان قدرة أشخاص معينين على كشف الأسرار والمعرفة الغيبية بالأمور هذه القدرة تلتبس عادة بين سحرة يمارسون طقوس السحر الأسود وبين أولياء وقديسين يكتسبون هذه الهبة بفضل إلهي عن طريق العبادات، من هنا تختلط الخفيانية بالتنجيم والدجل أو بالأديان والصوفية أو حتى بعض مدارس الفلسفة الروحية مثل الأفلاطونية المحدثة. بالنسبة للخفيانيين فإن معرفتهم هي التي تمثل معرفة "الواقع الحقيقي" وهي علم الحقيقة لأنهم يعرفون الأمور الروحية الحقيقية وليست الفيزيائية المادية الزائفة على حد وصفهم.[بحاجة لمصدر]

## وصلات خارجية
- Sacred Magick: The Esoteric Library نسخة محفوظة 23 فبراير 2024 على موقع واي باك مشين.
- Esoteric Archives: Occult Literature
- Full Christian Occult Works in PDF Format
- The Occult Experience Documentary